# Vicente Lucas
Vicente da Fonseca Lucas est un footballeur portugais né le 24 septembre 1935 à Lourenço-Marquès. Il évoluait au poste de défenseur central.

## Biographie
Il est le frère de Matateu, lui aussi footballeur international.
Il ne joue que dans un seul et unique club, le CF Belenenses.
International, il reçoit 20 sélections en équipe du Portugal entre 1959 et 1966. Il fait partie du groupe portugais qui se classe troisième de la Coupe du monde 1966.
Lors du mondial, il joue tous les matchs de la phase de groupe et le quart de finale contre la Corée du Nord. Il est accusé d'avoir blessé Pelé alors qu'en fait c'est João Morais qui en est responsable. 
Vicente abandonne le football après la coupe du monde à cause d'une sérieuse blessure à l’œil causée par un accident de voiture. Reconnu comme l'un des meilleurs défenseurs de son époque, il ne faisait que très peu de fautes et était d'ailleurs cité par Pelé comme le plus grand défenseur qu'il ait jamais rencontré.

## Carrière
- 1954-1967 :  CF Belenenses
- 1977-1979: 🇵🇹SB Castelo Branco

## Palmarès

### En club
Avec le CF Belenenses :
- Vainqueur de la Coupe du Portugal en 1960

### En sélection
- Troisième de la Coupe du monde en 1966